# Carlos Imperial
Carlos Eduardo da Corte Imperial (Cachoeiro de Itapemirim, 24 de novembro de 1935 — Rio de Janeiro, 4 de novembro de 1992) foi um produtor artístico e personalidade do show business brasileiro.
Envolvido no lançamento das carreiras de Roberto Carlos, Paulo Sérgio, Elis Regina, Tim Maia, Wilson Simonal, Clara Nunes e inúmeros outros artistas, as atividades de Imperial incluem a produção de filmes e peças de teatro, participação em programas de televisão e autoria de músicas de sucesso como "A Praça" e "Vem quente que eu estou fervendo".
Nas notas da biografia póstuma Dez! Nota Dez!: Eu Sou Carlos Imperial, Denilson Monteiro afirma que "a cena cultural brasileira dos anos 1960 a 1990 seria muito diferente se não fosse Carlos Imperial", acrescentando que "ele foi presença constante na música, no cinema, no teatro, na TV, nos jornais e revistas, e até na política". Sua vida também foi retratada no documentário Eu sou Carlos Imperial.
Dono de personalidade polêmica, Carlos Imperial se autodeclarava "Rei da Pilantragem" e tornou-se célebre por seu estilo de vida irreverente e libertino marcado por incontáveis casos amorosos.

## Infância e adolescência
Carlos Eduardo da Corte Imperial (batizado em homenagem ao personagem de Os Maias, de Eça de Queiroz) nasceu filho do bancário Gabriel Corte Imperial (nascido em 4 de janeiro de 1905) e da professora Maria José Cardoso (nascida em 24 de novembro de 1910). O sobrenome deriva do bisavô de Carlos, Francisco Maria da Costa, que recebeu de Dom Pedro II o título de "moço da Corte Imperial" por ter hospedado o imperador. Décadas depois, Imperial passou a declarar-se descendente direto do Barão de Itapemirim (o grau de ascendência varia conforme o relato), mas sem provas do parentesco.
Em 1942, a família de Imperial se mudou para o Rio de Janeiro, onde Gabriel assumiria a gerência da filial do Banco Mercantil de São Paulo. Imperial rapidamente ganhou popularidade em seu grupo, e a mudança da família para Copacabana, em 1950, fez crescer a reputação de Imperial de "'boa praça', simpático e gozador da turma".

## Carreira

### Produção musical
Seguindo o exemplo de seu amigo e vizinho Agildo Ribeiro, Imperial descobriu no mundo artístico uma "boa maneira de chamar a atenção", especialmente das mulheres. Amante da música popular e colecionador de discos importados, Imperial admirava os métodos de Tom Parker, empresário de Elvis Presley, e aproveitou o nascente movimento do rock brasileiro: ele criou o "Clube do Rock", espaço de música e dança em Copacabana que se tornou ponto de convergência de um grupo de artistas que se apresentavam em clubes, rádio e televisão. Imperial também atuou no conjunto Os Terríveis, onde tocou piano e acordeão.
A repercussão negativa do caso Aída Curi para o cenário do rock carioca levou Imperial a aproximar-se da bossa nova. Ele produziu, pela Polydor, os dois primeiros discos de 78 rotações do conterrâneo Roberto Carlos e investiu na carreira do pupilo como um "príncipe da bossa nova". Entretanto, o cantor foi considerado imitador de João Gilberto e os discos não fizeram sucesso. Em seguida, Imperial apresentou Roberto Carlos à Columbia e foi o produtor (não creditado) de seu primeiro LP, Louco por Você.
Imperial também revelou Elis Regina, que esperava posicionar como concorrente de Celly Campelo; porém, o LP Viva a Brotolândia desagradou a cantora e teve vendas inexpressivas.
Em meados dos anos 1960 Imperial aderiu à Jovem Guarda e compôs sucessos como "O bom" (interpretado e co-escrito por Eduardo Araújo), "Mamãe passou açúcar em mim" (na voz de Wilson Simonal) e "A Praça" (na voz de Ronnie Von e tema dos humorísticos Praça da Alegria e A Praça É Nossa), além da música "Para o Diabo os conselhos de vocês", composta em parceria com Nenéo e sucesso na voz de Paulo Sérgio (cantor). Em pouco tempo, Imperial tornou-se um compositor disputado, com vários temas inscritos em festivais de música. Imperial foi o último parceiro de Ataulfo Alves; a dupla compôs, entre outras, "Você passa e eu acho graça", primeiro sucesso de Clara Nunes.
No fim dos anos 1960 Imperial desenvolveu o estilo musical pilantragem, inspirado no rock e no soul americanos, e formou o conjunto A Turma da Pesada como concorrente da Turma da Pilantragem. Sob a produção de Imperial, o grupo gravou o LP Pilantrália (paródia da Tropicália), com participação de músicos como Paulo Moura e Wagner Tiso. Em nova formação, com as gêmeas cantoras Celia & Celma e o próprio Imperial, a Turma da Pesada fez incontáveis apresentações no eixo Rio-São Paulo.
Em 1969, a canção Nem Vem Que não Tem, composta por Carlos, foi adaptada ao francês como Tu Veux ou Tu Veux Pas e lançada por Brigitte Bardot.
Em 1970, o sucesso do soul brasileiro, liderado por Tim Maia, levou Imperial a explorar o filão, lançando no gênero (que denominou "som livre") artistas como Tony Tornado e Guilherme Lamounier. Nos anos seguintes, a atividade de Imperial como produtor musical se tornou esporádica. Em parceria com Oberdan Magalhães, produziu, entre outros, o compacto duplo da trilha sonora de Sábado Alucinante e os discos que lançaram Dudu França.

### Televisão

Carlos Imperial em 1971

Imperial estreou na televisão em um quadro semanal no programa de variedades Meio-Dia, da TV Tupi, onde mostrava seus artistas—entre os quais, Roberto Carlos (apresentado como "Elvis Presley brasileiro"), Tim Maia e Paulo Silvino. Mais tarde, Imperial apresentou, no Rio de Janeiro, seus próprios programas de auditório na TV Continental, na TV Tupi e na TV Rio, e, em certo período, outro programa em Belo Horizonte. Na época, revelou Erasmo Carlos, Renato e Seus Blue Caps e Jorge Ben.
Em São Paulo, produziu na TV Excelsior o programa O Bom, apresentado por Eduardo Araújo, como concorrente do Jovem Guarda, da TV Record. Na época, Imperial participou, como concorrente, do programa Esta noite se improvisa, onde enfrentava a simpatia de Chico Buarque e Caetano Veloso com sua pose de "ogro midiático": "O auditório o vaiava. Ele ria e atirava beijos debochados. As vaias ficavam mais fortes."
De volta à TV Tupi, em 1968, Imperial apresentou o programa Barra Limpa, época em que descobriu o cantor Fábio.
Em 1971, Imperial foi contratado pela TV Globo como codiretor do game show Alô Brasil, Aquele Abraço. Mais tarde, participou do júri do Programa Flávio Cavalcanti, na TV Tupi, e do Programa Silvio Santos, então na TV Globo. De volta à TV Rio, apresentou por dois meses o Show do Grande Rio, programa de entrevistas e comentários.
Em 12 de agosto de 1978 estreou o Programa Carlos Imperial nas noites de sábado da TV Tupi, com atrações musicais variadas e forte investimento na disco music. Nele, Imperial apresentou artistas como Gretchen e Dudu França. Com boa audiências, mas prejudicado pela situação precária da Tupi, o programa foi transferido para a TVS, onde estreou em 9 de junho de 1979. O programa passou a ser gravado em São Paulo, onde era retransmitido pela TV Record, e contou com mais atrações paulistas. Uma comprovação de fraude na verificação de audiência, com o envolvimento de funcionários do Ibope, fez o programa ser tirado do ar. Silvio Santos, o dono da emissora, seguiu tratando Imperial com grande importância, convidando-o todos os anos para o júri do Troféu Imprensa.

### Carnaval
Em fevereiro de 1968, Imperial fez sua primeira participação no concurso de fantasias do Teatro Municipal do Rio de Janeiro, sob o pretexto de "moralizar o desfile"; ele apresentou-se como "rei dos hippies", com roupa confeccionada por Mauro Rosas.
Imperial foi responsável pela escolha do samba-enredo da Portela em 1970, quando estabeleceu parceria profissional com Clóvis Bornay, carnavalesco da escola.
No Carnaval de 1984, Imperial se notabilizou por divulgar as notas dos jurados nas apurações dos desfiles das escolas de samba cariocas. A expressão "Dez, nota dez!" caiu no gosto popular, se transformando em um verdadeiro bordão.

### Cinema

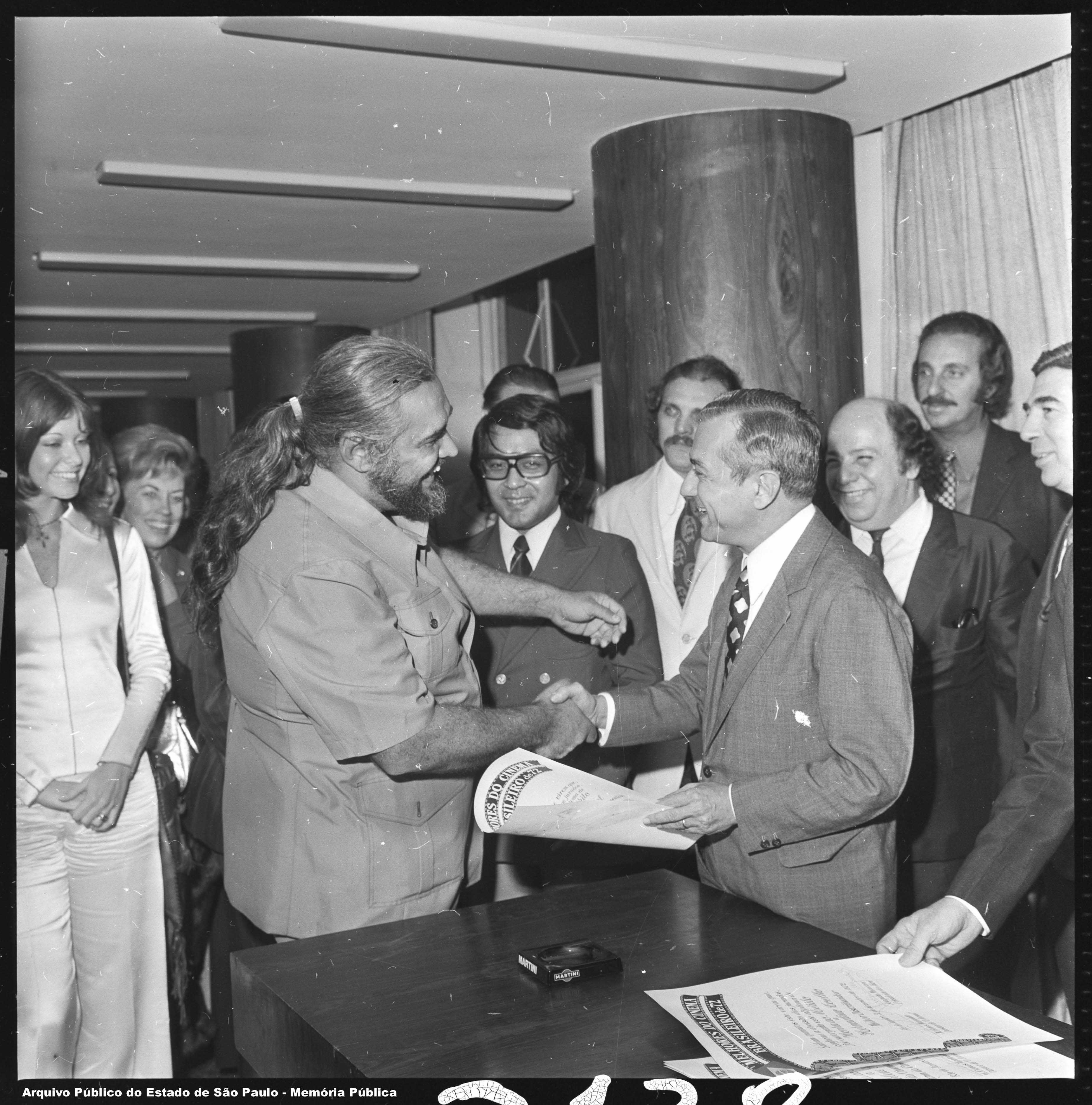
Carlos Imperial recebendo de Laudo Natel o Prêmio Governador do Estado de São Paulo de melhor ator coadjuvante de 1972, por seu papel em A Viúva Virgem, de Pedro Carlos Rovai.
Arquivo Público do Estado de São Paulo.

Imperial teve sua primeira experiência no mundo artístico em uma pequena participação no filme O Petróleo é Nosso, de Watson Macedo, e atuou em várias chanchadas até que o gênero entrou em declínio. Em 1957, interpreta um número musical (ao lado de Paulo Silvino) em Sherlock de Araque. Em 1958, compôs em parceria algumas canções rock'n roll para que Eliana e Augusto Cesar Vanucci as interpretassem no filme Alegria de Viver. Sua carreira como produtor cinematográfico começou com O Rei da Pilantragem, lançado em 1969, que tinha as faixas do LP Pilantrália como trilha sonora.
De volta às telas no papel principal da bem-sucedida pornochanchada A Viúva Virgem, Imperial sentiu-se estimulado a produzir novos filmes. Como produtor, ator e diretor, ele se tornou presença constante no cinema brasileiro nas décadas de 1970 e 1980, muitas vezes explorando sua persona de "devasso" e a beleza de suas "lebres". A experiência resultou em uma série de pornochanchadas de boa bilheteria, mas o resultado geral foi irregular: a versão cinematográfica de Um Edifício Chamado 200 não repetiu o sucesso do teatro, o que agravou os problemas gerenciais da produtora e levou Imperial a uma fase de dificuldades financeiras.

### Teatro
Nos anos 1970 Imperial investiu fortemente em teatro, começando com a remontagem de Um Edifício Chamado 200—um sucesso de bilheteria no Rio e em São Paulo—e seguida de peças importantes como O cordão umbilical e Marido, matriz e filial. As peças se tornaram muito lucrativas, e, apesar de sua má reputação, Imperial tornou-se prestigiado no mundo teatral como um produtor que se preocupava com o bem-estar do elenco. Depois de um período dedicado ao cinema, em meados da década de 1980 Imperial voltou à produção teatral com o êxito nacional Viva a Nova República.
Imperial também foi ator de teatro ocasional, incluindo participações na Paixão de Cristo de Nova Jerusalém.

### Política
Filiado ao PDT, Carlos Imperial foi o vereador mais votado do Rio de Janeiro em 1982. Como membro da Comissão de Carnaval da casa, Imperial acompanhou as obras do Sambódromo, entre 1983 e 1984. Imperial se notabilizou como defensor da moralidade pública, mas teve uma relação atribulada com o PDT.
Ele criou, em 1985, o Partido Tancredista Nacional, pelo qual disputou a prefeitura do Rio naquele ano. Sob o lema "Vai dar zebra" e geralmente acompanhado por belas mulheres, Imperial usava o horário eleitoral gratuito para criticar duramente os outros candidatos, especialmente Rubem Medina, o que fez seu programa eleitoral ser cortado várias vezes pelo Tribunal Regional Eleitoral. Em campanha, declarou repetidamente que o Rock in Rio (empreendimento de Roberto Medina, irmão de Rubem) foi responsável pela chegada ao Brasil da Aids—síndrome chamada por ele de "peste gay" --, o que provocou protestos de muitos dos amigos gays de Imperial.
Derrotado na eleição, Imperial voltou ao PDT, passou rapidamente pelo PFL e, em 1986, se candidatou a deputado estadual pelo PMDB, sem sucesso. Cumprido seu mandato de seis anos, Imperial deixou a Câmara Municipal e retirou-se da política.

### Outras atividades
Imperial manteve colunas sobre o mundo artístico na Revista do Rádio, na revista Amiga e no jornal Última Hora, e, por algum tempo, escreveu comentários sobre futebol para o Jornal dos Sports.
Imperial também produziu musicais destacados e, sem sucesso, teve sociedade em um restaurante.
A partir de 1980, foi vice-presidente de futebol, sucessivamente, do Olaria Atlético Clube (onde conseguiu fazer o clube voltar a disputar a primeira divisão do Campeonato Estadual) e do Botafogo de Futebol e Regatas, seu time do coração.
Em seus últimos anos, Imperial investiu no mercado imobiliário e em criação de rottweilers premiados.

## Polêmicas
Segundo o jornalista Mauricio Stycer, Carlos Imperial "usou e abusou de métodos escusos para promover seus artistas e projetos culturais. Inventou histórias, mentiu, armou falsas brigas, plantou notas na imprensa". Ele costumava protagonizar falsas brigas com parceiros de trabalho, como Chacrinha, Erasmo Carlos e o maestro Caçulinha, argumentando que "se você quiser chamar a atenção para você, comece a falar mal da pessoa que estiver em maior evidência no momento".
Imperial teve seu nome envolvido, junto com o do apresentador Luiz de Carvalho e de celebridades da Jovem Guarda, em escândalo de corrupção de menores associado ao uso das garçonnières de Imperial para orgias sexuais. Dias depois de dar sua versão do caso ao juiz Alberto Augusto Cavalcante de Gusmão, Imperial teve sua prisão decretada, e seu programa na TV Rio foi cancelado. Imperial e Eduardo Araújo buscaram abrigo na fazenda de Araújo em Joaíma enquanto não obtinham a revogação da prisão; lá compuseram "Vem quente que eu estou fervendo".
Mário Gomes conseguiu retardar em dois meses o lançamento, em 1976, de O Sexo das Bonecas ao obter na Justiça a apreensão dos cartazes do filme. O ator, que sentiu-se "profundamente aborrecido em ver seu rosto ... usando batom e cílios postiços", também manifestou indignação com as modificações no roteiro e o "título sensacionalista da produção". Em março de 1977, o jornal Luta Democrática divulgou notícia falsa que causou sérios danos à reputação de Mário Gomes, então astro emergente de novelas na TV Globo. Imperial "não assumia nem negava a autoria do boato", mas "analistas de seu estilo literário apontavam a semelhança do texto da notícia com os editoriais de suas colunas".
Uma de suas mais famosas mentiras foi quando ele espalhou que Asa Branca, de Gonzagão, tinha sido gravada pelos Beatles.
Imperial registrou como sendo de sua autoria várias músicas de domínio público.

## Conflitos com o regime militar
Pouco depois do início do regime militar de 1964, Imperial e Osaná Araújo (irmão de Eduardo Araújo) foram intimados a prestar esclarecimentos sobre o teor do recém-lançado filme O Tropeiro, do qual eram sócios. O filme foi considerado peça de propaganda a favor da reforma agrária.
No fim de 1968, Imperial foi "detido para averiguações" no DOPS sob a acusação de atentado ao pudor e desrespeito às autoridades: em um cartão de Natal, Imperial era parcialmente visto sentado no vaso sanitário ao lado da mensagem "Espero que Papai Noel não faça no seu sapato o que eu estou fazendo neste cartão". Em 3 de janeiro de 1969 Imperial foi transferido para o Instituto Penal Cândido Mendes, na Ilha Grande, onde dividiu espaço com bicheiros como Castor de Andrade e Natal da Portela. Foi libertado depois de 25 dias, ao obter habeas corpus do Supremo Tribunal Federal, mas ainda teve que se explicar à Auditoria da Marinha. O processo foi enviado à justiça comum, onde acabou sendo arquivado.
Imperial teve vários problemas com a Censura no Brasil. Suas canções "Tropicalhorda" (prevista para ser incluída no LP Pilantrália) e "Cabo Frio devagar" (parceria com Adolpho Bloch) foram vetadas. O filme O monstro caraíba, de Júlio Bressane, estrelado por Imperial, foi proibido pela Censura. Quando era jurado do Programa Silvio Santos, Imperial foi interpelado pelos censores por ter acompanhado a música "Eu Te Amo, Meu Brasil" (em interpretação da banda Os Incríveis) de pé, com ar solene, convidando o júri e o auditório a acompanhá-lo—os censores estavam em dúvida sobre o significado daquele comportamento.
Em 1975, Imperial foi indiciado na Lei de Segurança Nacional por ter criticado, em sua coluna, o juiz que condenou Wilson Simonal à prisão. Depois de um pedido de desculpas, o caso não foi à frente.
Imperial, investindo em imóveis, fundou a "13 Construtora", numa referência às supostas 13 vezes em que foi preso pelo regime militar.

## Vida pessoal
Carlos Imperial casou-se em 23 de abril de 1956 com Rose Gracie, filha de Carlos Gracie, tendo dois filhos: Maria Luíza (nascida em 13 de julho de 1956) e Marco Antônio (nascido em 22 de setembro de 1957). A relação do casal foi atribulada, pontuada por casos extraconjugais de Imperial, e Rose pediu desquite pouco depois do nascimento de Marco Antônio.
Em 1968, Imperial começou uma relação estável com a cantora Celia, da dupla Celia & Celma, que durou até 1971.
Em 1985, casou-se com a modelo Andréa Carla; o casamento durou até o início da década de 1990.
Imperial também teve namoros notórios com, entre outras, Ita Rauchfeld, Maria Stella Splendore, Vicky Schneider, Myriam Pérsia, Baby Conceição, Sandra Escobar, Sandra Castro, Vera Garrido, Arlete Moreira e Marly Mendes. Em sua última aparição pública, apresentou à nação sua nova namorada, a amazonense Jana, de apenas 14 anos. Na época, Imperial tinha 42 anos a mais que a moça.
Além de namoradas fixas, Imperial costumava hospedar em suas casas várias de suas "lebres" de cada vez. Ele "precisava da casa cheia de mulheres, pois sua imagem fora construída assim".
A aversão de Imperial a entorpecentes o levou a ter uma relação conflituosa com o filho, Marco Antônio, e o irmão, Paulo.

## Morte
Imperial foi vítima de miastenia grave, doença desencadeada por uma dose de diazepam no pós-operatório de uma lipoaspiração. Após operação para a retirada do timo, não resistiu e faleceu, aos 56 anos, no Rio. Antes de morrer, Imperial teria deixado em testamento 25% de seus bens à sua namorada da época, a filha de 17 anos de um funcionário de sua empresa construtora. O documento, porém, foi considerado inválido. Imperial foi sepultado no Cemitério de São João Batista, zona sul do Rio de Janeiro.